# Adolf Gross

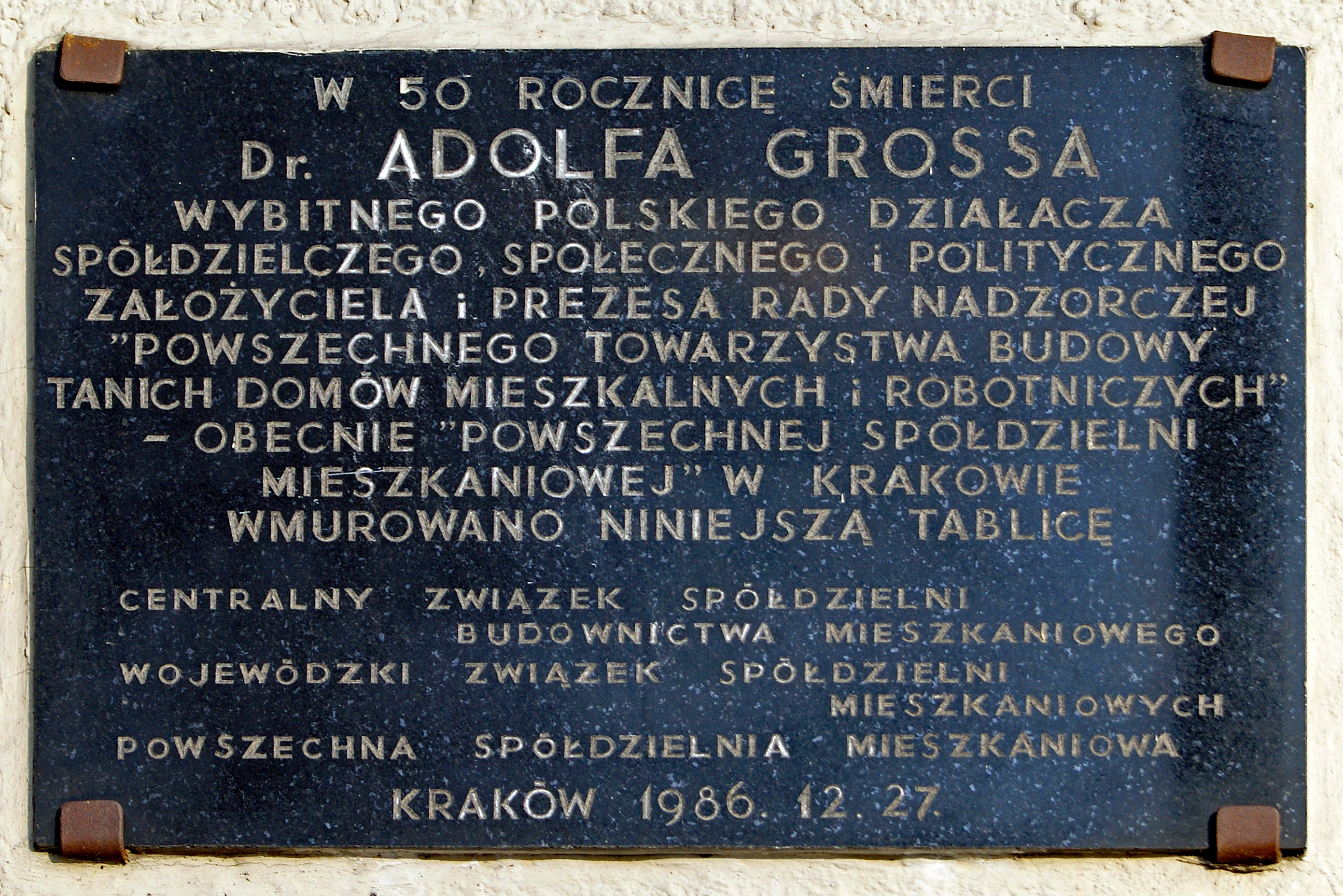
Tablica pamiątkowa w Krakowie, ul. Smocza 10

Adolf Gross (ur. 26 lipca 1862 w Krakowie, zm. 26 grudnia 1936 tamże) – żydowski prawnik, adwokat z Krakowa, działacz samorządowy i poseł do Rady Państwa XI i XII kadencji, działacz i publicysta gospodarczy.

## Życiorys
Brat Daniela Grossa, kuzyn Stanisława (Salomona Naftalego) Mendelssohna, ojciec Zygmunta Grossa i Feliksa Grossa, dziadek Jana Tomasza Grossa.
Urodzony w Krakowie z ojca Mojżesza Dawida, pośrednika handlowego, i Sary Goldy z Mendelssohnów, ukończył tamże gimnazjum oraz uzyskał doktorat na Wydziale Prawa Uniwersytetu Jagiellońskiego. W czasie studiów działał w postępowej Czytelni Akademickiej. Około 1890 otworzył kancelarię adwokacką. Od 1902 wchodził w skład Rady Miasta Krakowa.
Pełnił mandat posła do austriackiej Rady Państwa w Wiedniu XI kadencji (1907–1911) jako kandydat stronnictwa demokratów, XII kadencj (1911–1918) jako poseł niezależny mający jednak poparcie PPSD. W 1907 r. powołał Powszechne Towarzystwo Budowy Tanich Mieszkań i Domów Robotniczych. W 1910 r. jako poseł przeprowadził ustawę o państwowym funduszu mieszkaniowym. Założyciel Unii Narodowo-Państwowej w 1922 r. Członek Związku Miast Polskich w 1932 r.
Przy ulicy Smoczej 10 na kamienicy zbudowanej z inicjatywy Grossa znajduje się tablica pamiątkowa na jego cześć.

## Ordery i odznaczenia
- Krzyż Kawalerski Orderu Odrodzenia Polski (10 listopada 1933)[5]